# Czarna Hala

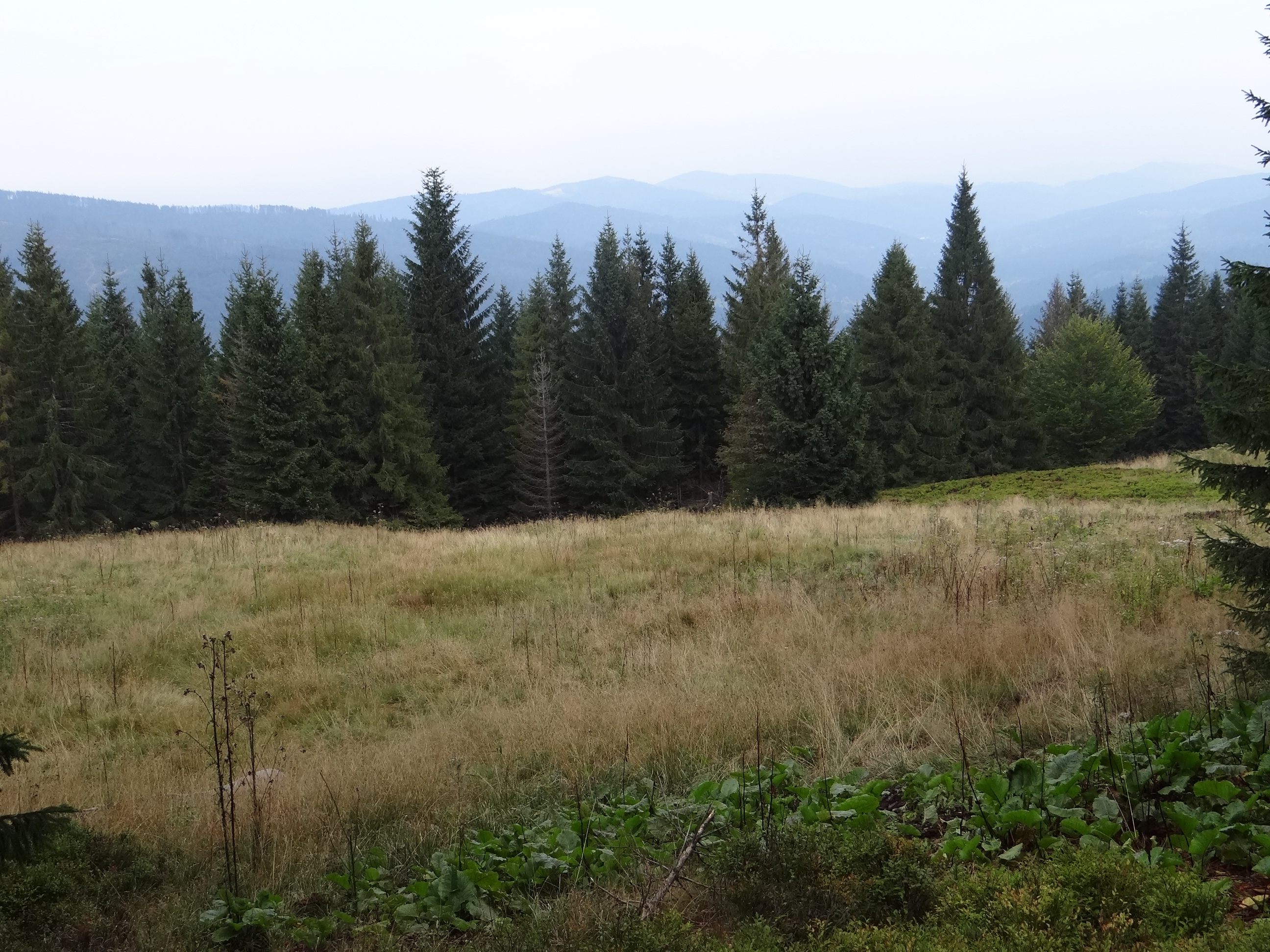
Czarna Hala i widok na Pasmo Jałowieckie

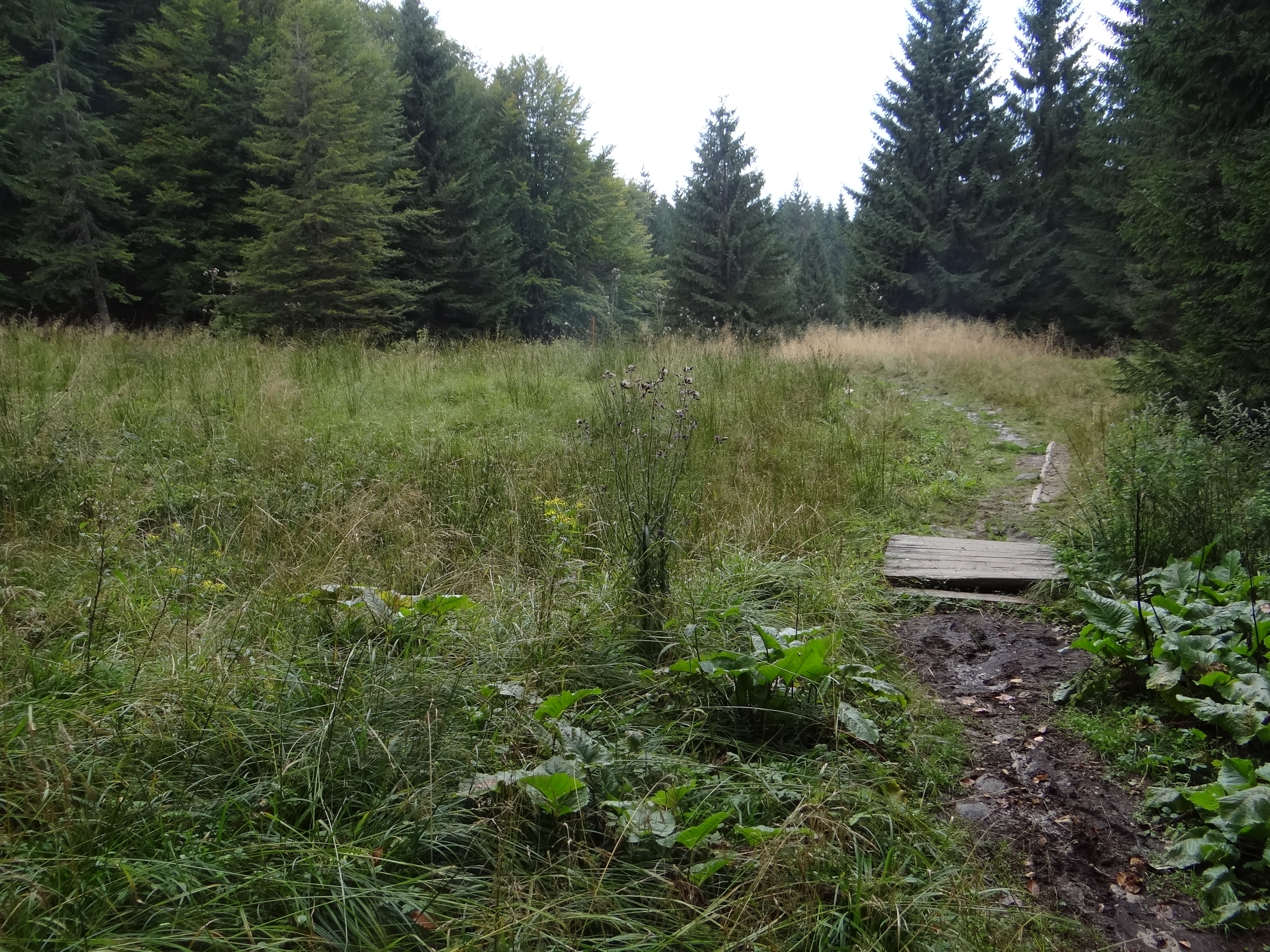
Szlak turystyczny przez Czarną Halę

Czarna Hala, zwana też Halą Czarnego – dawna hala pasterska w Paśmie Babiogórskim w Beskidzie Żywiecko-Orawskim (w regionalizacji według Jerzego Kondrackiego w Beskidzie Żywieckim). Znajduje się na północno-wschodnich stokach grzbietu opadającego z Cyla do Przełęczy Jałowieckiej Południowej i prowadzi przez nią znakowany szlak turystyczny.
Hala istniała od XVII wieku i wypasana była jeszcze w latach 60. XX wieku. Pierwotna nazwa – Czarna Hala – pochodzi od pobliskiego potoku Czarna Woda. Później zaczęto nazywać ją Halą Czarnego; ta nazwa pochodzi z kolei od nazwiska Czarny, który był jednym z baców gospodarzących na tej hali. Według góralskich podań na tej hali kiedyś zbójnicy ugotowali bacę w żentycy.
Niegdyś hala była rozległa, rozciągał się z niej szeroki widok na Zawoję, Pasmo Policy i Pasmo Jałowieckie. Po zaprzestaniu wypasu hala w znacznym już stopniu zarosła świerkowym lasem i obecnie widoki są coraz bardziej ograniczone. Hala znajduje się w obrębie Babiogórskiego Parku Narodowego, jednak pozostaje własnością prywatną, stąd też park nie prowadzi jej odkrzaczania, sfinansował natomiast montaż tablicy informacyjnej z opisem hali.
Na hali występują m.in.: kokorycz pusta, krokusy, pięciornik złoty, bliźniczka psia trawka oraz duże kępy szczawiu alpejskiego. Ten ostatni gatunek jest tutaj pochodzenia antropogenicznego – rozrósł się w przenawożonych odchodami owiec miejscach, gdzie dawniej znajdowały się koszary. Obecnie na hali zachodzi proces sukcesji wtórnej – ponownego zarastania hali roślinnością pierwotną.
Hala znajduje się w granicach wsi Zawoja, w województwie małopolskim, w powiecie suskim, w gminie Zawoja.
Szlak turystyczny
 Markowe Szczawiny – Klin – Zerwa Cylowa – Fickowe Rozstaje – Czarna Hala – Żywieckie Rozstaje. Czas przejścia 1h, ↓ 1h